# Прожектор
Прожекторът представлява оптична система, която фокусира светлината върху определена площ. Използва се предимно в телевизията, в киното при заснемане на филми, по време на концерти, и в театъра.
Корпусът на лампата е метална или пластмасова опаковка, която служи като тяло на целия инструмент и предпазва насочването на светлината в различни нежелани посоки. Корпусът има само един отвор, откъдето идва насоченият лъч светлина. Повечето прожектори имат също така обективи, лещи, филтри и други светопроменящи устройства.